# Sándor Lumniczer (lekarz)
Sándor Lumniczer (Alexander Lumniczer, ur. 29 marca 1821 w Kapuvárze, zm. 30 stycznia 1892 w Budapeszcie) – węgierski lekarz, chirurg.
Urodził się w Kapuvárze, studiował w Peszcie i Wiedniu. W 1844 roku został doktorem medycyny i chirurgii na Uniwersytecie w Peszcie. Od 1845 do 1846 roku praktykował jako chirurg w Wiedniu u Franza Schuha, w 1847 roku zwiedził kliniki w Berlinie, Paryżu i Londynie. Potem lekarz polowy w armii węgierskiej (Honvédarmee), w 1849 roku został naczelnym lekarzem (nacheinander Stabsarzt), potem oberster Feldstabsarzt i oberster Sanitäts-Chef w Ministerstwie Wojny. Po rozbrojeniu w Világos został lekarzem w Peszcie i asystentem u Jánosa Balassy, od 1861 prymariuszem tytularnym (Honorarprimarius), od 1864 prymariuszem rzeczywistym (wirklicher Primarius) w 2. oddziale chirurgicznym Szpitala Rocha w Budapeszcie. W 1868 roku został docentem, w 1872 profesorem nadzwyczajnym, w 1880 profesorem zwyczajnym chirurgii. Od 1868 wiceprzewodniczący, od 1880 przewodniczący Cesarskiego Towarzystwa Węgierskich Lekarzy (kaiserliche ungarische Gesellschaft der Ärzte) w Budapeszcie; od 1878 wiceprzewodniczący, do 1881 przewodniczący Cesarskiej Węgierskiej Rady Lekarskiej (kaiserliche ungarische Landes-Sanitätsrat); w 1885 członek rady ministerialnej.